# Villabrágima (kommunhuvudort)
Villabrágima är en kommunhuvudort i Spanien.   Den ligger i provinsen Provincia de Valladolid och regionen Kastilien och Leon, i den centrala delen av landet, 190 km nordväst om huvudstaden Madrid. Villabrágima ligger 730 meter över havet och antalet invånare är 1 176.
Terrängen runt Villabrágima är platt. Runt Villabrágima är det mycket glesbefolkat, med 5 invånare per kvadratkilometer. Närmaste större samhälle är Medina de Ríoseco, 9,0 km nordost om Villabrágima. Trakten runt Villabrágima består till största delen av jordbruksmark.